# Чемпионат Европы по автогонкам 1936 года
Чемпионат Европы по автогонкам 1936 года стал четвертым сезоном Чемпионата Европы AIACR. Победителем чемпионата стал Бернд Роземайер выступая за команду Auto Union. Розмайер выиграл три из четырех гонок. Гран-при Испании с этого сезона больше не проводились, в связи с началом Гражданской войны.

## Гран-при
| № | Дата        | Гран-при           | Трасса      | Победитель        | Команда       | Отчёт  |
| - | ----------- | ------------------ | ----------- | ----------------- | ------------- | ------ |
| 1 | 13 Апреля   | Гран-при Монако    | Монако      | Рудольф Караччола | Mercedes-Benz | Report |
| 2 | 26 Июля     | Гран-при Германии  | Нюрбургринг | Бернд Роземайер   | Auto Union    | Report |
| 3 | 23 Августа  | Гран-при Швейцарии | Бремгартен  | Бернд Роземайер   | Auto Union    | Report |
| 4 | 13 Сентября | Гран-при Италии    | Монца       | Бернд Роземайер   | Auto Union    | Report |

## Финальное положение в чемпионате
| Место | Гонщик          | Монако | Германия | Швейцария | Италия | Очки |
| ----- | --------------- | ------ | -------- | --------- | ------ | ---- |
| 1     | Бернд Роземайер | Сход   | 1        | 1         | 1      | 10   |
| 2     | Ханс Штюк       | 3      | 2        | 3         | Сход   | 15   |
| 3     | Тацио Нуволари  | 4      | Сход     | Сход      | 2      | 17   |